# Primeval – Rückkehr der Urzeitmonster/Episodenliste
Diese Episodenliste enthält alle Episoden der britischen Mysteryserie Primeval – Rückkehr der Urzeitmonster, sortiert nach der britischen Erstausstrahlung. Die Fernsehserie umfasst derzeit fünf Staffeln mit 36 Episoden.

## Übersicht
| Staffel | Episodenanzahl | Erstausstrahlung UK | Erstausstrahlung UK | Deutschsprachige Erstausstrahlung | Deutschsprachige Erstausstrahlung |
| Staffel | Episodenanzahl | Staffelpremiere     | Staffelfinale       | Staffelpremiere                   | Staffelfinale                     |
| ------- | -------------- | ------------------- | ------------------- | --------------------------------- | --------------------------------- |
| 1       | 6              | 10. Februar 2007    | 17. März 2007       | 11. Juni 2007                     | 9. Juli 2007                      |
| 2       | 7              | 12. Januar 2008     | 23. Februar 2008    | 7. April 2008                     | 26. Mai 2008                      |
| 3       | 10             | 28. März 2009       | 16. Mai 2009        | 23. März 2009                     | 18. Mai 2009                      |
| 4       | 7              | 1. Januar 2011      | 5. Februar 2011     | 11. April 2011                    | 30. Mai 2011                      |
| 5       | 6              | 24. Mai 2011        | 28. Juni 2011       | 6. Juni 2011                      | 11. Juli 2011                     |

## Staffel 1
Die Erstausstrahlung der ersten Staffel war vom 10. Februar 2007 bis zum 17. März 2007 auf dem britischen Sender ITV1 zu sehen. Die deutschsprachige Erstausstrahlung sendete der deutsche Free-TV-Sender ProSieben vom 4. Juni 2007 bis zum 9. Juli 2007.
| Nr. (ges.) | Nr. (St.) | Deutscher Titel      | Originaltitel | Erstausstrahlung UK | Deutschsprachige Erstausstrahlung (D) | Zuschauer (UK) | Quoten (Deutschland) |
| ---------- | --------- | -------------------- | ------------- | ------------------- | ------------------------------------- | -------------- | -------------------- |
| 1          | 1         | Die andere Seite     | Episode 1.1   | 10. Feb. 2007       | 4. Juni 2007                          | 7,09 Mio.      | 2,78 Mio.            |
| 2          | 2         | Spinnennest          | Episode 1.2   | 17. Feb. 2007       | 11. Juni 2007                         | 6,29 Mio.      | 2,52 Mio.            |
| 3          | 3         | Unter Wasser         | Episode 1.3   | 24. Feb. 2007       | 18. Juni 2007                         | 6,17 Mio.      | 2,29 Mio.            |
| 4          | 4         | Verschwörungstheorie | Episode 1.4   | 3. März 2007        | 25. Juni 2007                         | 5,81 Mio.      | 2,40 Mio.            |
| 5          | 5         | Aus heiterem Himmel  | Episode 1.5   | 10. März 2007       | 2. Juli 2007                          | 6,46 Mio.      | 2,55 Mio.            |
| 6          | 6         | Der gnadenlose Jäger | Episode 1.6   | 17. März 2007       | 9. Juli 2007                          | 6,52 Mio.      | 2,33 Mio.            |

## Staffel 2
Die Erstausstrahlung der zweiten Staffel war vom 12. Januar 2008 bis zum 23. Februar 2008 auf dem britischen Sender ITV1 zu sehen. Die deutschsprachige Erstausstrahlung sendete der deutsche Free-TV-Sender ProSieben vom 7. April 2008 bis zum 1. Juni 2008.
| Nr. (ges.) | Nr. (St.) | Deutscher Titel    | Originaltitel | Erstausstrahlung UK | Deutschsprachige Erstausstrahlung (D) | Zuschauer (UK) | Quoten (Deutschland) |
| ---------- | --------- | ------------------ | ------------- | ------------------- | ------------------------------------- | -------------- | -------------------- |
| 7          | 1         | Eine neue Welt     | Episode 2.1   | 12. Jan. 2008       | 7. Apr. 2008                          | 6,32 Mio.      | 2,17 Mio.            |
| 8          | 2         | Der Nebel          | Episode 2.2   | 19. Jan. 2008       | 14. Apr. 2008                         | 6,05 Mio.      | 2,03 Mio.            |
| 9          | 3         | Panik im Park      | Episode 2.3   | 26. Jan. 2008       | 21. Apr. 2008                         | 6,27 Mio.      | 2,33 Mio.            |
| 10         | 4         | Der Kanal          | Episode 2.4   | 2. Feb. 2008        | 28. Apr. 2008                         | 6,39 Mio.      | 2,22 Mio.            |
| 11         | 5         | Nur ein paar Käfer | Episode 2.5   | 9. Feb. 2008        | 5. Mai 2008                           | 6,33 Mio.      | 2,13 Mio.            |
| 12         | 6         | Die Falle (1)      | Episode 2.6   | 16. Feb. 2008       | 19. Mai 2008                          | 6,45 Mio.      | 2,31 Mio.            |
| 13         | 7         | Das Opfer (2)      | Episode 2.7   | 23. Feb. 2008       | 26. Mai 2008                          | 6,20 Mio.      | 2,30 Mio.            |

## Staffel 3
Die Erstausstrahlung der dritten Staffel war vom 28. März 2009 bis zum 30. Mai 2009 auf dem britischen Sender ITV1 zu sehen. Die deutschsprachige Erstausstrahlung sendete der deutsche Free-TV-Sender ProSieben vom 23. März 2009 bis zum 8. Juni 2009.
| Nr. (ges.) | Nr. (St.) | Deutscher Titel          | Originaltitel | Erstausstrahlung UK | Deutschsprachige Erstausstrahlung (D) | Zuschauer (UK) | Quoten (Deutschland) |
| ---------- | --------- | ------------------------ | ------------- | ------------------- | ------------------------------------- | -------------- | -------------------- |
| 14         | 1         | Nachts im Museum         | Episode 3.1   | 28. März 2009       | 23. März 2009                         | 5,89 Mio.      | 2,40 Mio.            |
| 15         | 2         | Spurlos verschwunden     | Episode 3.2   | 4. Apr. 2009        | 30. März 2009                         | 4,94 Mio.      | 2,28 Mio.            |
| 16         | 3         | Im Namen der Zukunft     | Episode 3.3   | 11. Apr. 2009       | 6. Apr. 2009                          | 3,28 Mio.      | 1,96 Mio.            |
| 17         | 4         | Der Größte von allen     | Episode 3.4   | 18. Apr. 2009       | 20. Apr. 2009                         | 4,97 Mio.      | 2,11 Mio.            |
| 18         | 5         | Der Pilz                 | Episode 3.5   | 25. Apr. 2009       | 27. Apr. 2009                         | 5,20 Mio.      | 2,11 Mio.            |
| 19         | 6         | Alle Vögel sind schon da | Episode 3.6   | 2. Mai 2009         | 4. Mai 2009                           | 5,27 Mio.      | 2,28 Mio.            |
| 20         | 7         | Die Drachenjäger         | Episode 3.7   | 9. Mai 2009         | 11. Mai 2009                          | 5,34 Mio.      | 1,95 Mio.            |
| 21         | 8         | Die Welt von Morgen (1)  | Episode 3.8   | 16. Mai 2009        | 18. Mai 2009                          | 5,13 Mio.      | 1,88 Mio.            |
| 22         | 9         | Eve (2)                  | Episode 3.9   | 16. Mai 2009        | 18. Mai 2009                          | 5,06 Mio.      | 2,07 Mio.            |
| 23         | 10        | Gefangen (3)             | Episode 3.10  | 16. Mai 2009        | 18. Mai 2009                          | 5,01 Mio.      | 1,73 Mio.            |

## Staffel 4
Die Erstausstrahlung der vierten Staffel war vom 1. Januar 2011 bis zum 5. Februar 2011 auf dem britischen Sender ITV1 zu sehen. Die deutschsprachige Erstausstrahlung sendete der deutsche Free-TV-Sender ProSieben vom 11. April 2011 bis zum 30. Mai 2011.
| Nr. (ges.) | Nr. (St.) | Deutscher Titel               | Originaltitel | Erstausstrahlung UK | Deutschsprachige Erstausstrahlung (D) | Zuschauer (UK) | Quoten (Deutschland) |
| ---------- | --------- | ----------------------------- | ------------- | ------------------- | ------------------------------------- | -------------- | -------------------- |
| 24         | 1         | Zurück aus der Kreidezeit     | Episode 4.1   | 1. Jan. 2011        | 11. Apr. 2011                         | 5,33 Mio.      | 2,20 Mio.            |
| 25         | 2         | Verhaltet Euch unauffällig    | Episode 4.2   | 2. Jan. 2011        | 18. Apr. 2011                         | 4,27 Mio.      | 1,81 Mio.            |
| 26         | 3         | Lockdown                      | Episode 4.3   | 8. Jan. 2011        | 2. Mai 2011                           | 4,49 Mio.      | 1,72 Mio.            |
| 27         | 4         | Breakfast Club                | Episode 4.4   | 15. Jan. 2011       | 9. Mai 2011                           | 4,76 Mio.      | 1,71 Mio.            |
| 28         | 5         | Der Wurm                      | Episode 4.5   | 22. Jan. 2011       | 16. Mai 2011                          | 4,77 Mio.      | 1,79 Mio.            |
| 29         | 6         | Die Braut, die sich was traut | Episode 4.6   | 29. Jan. 2011       | 23. Mai 2011                          | 4,43 Mio.      | 1,54 Mio.            |
| 30         | 7         | Überraschender Besuch         | Episode 4.7   | 5. Feb. 2011        | 30. Mai 2011                          | 4,62 Mio.      | 1,49 Mio.            |

## Staffel 5
Die Erstausstrahlung der fünften Staffel war vom 24. Mai 2011 bis zum 28. Juni 2011 auf dem britischen Pay-TV-Sender Watch zu sehen. Die Free-TV-Premiere bei ITV1 fand am 16. Juni 2012 statt. Die deutschsprachige Erstausstrahlung sendete der deutsche Free-TV-Sender ProSieben vom 6. Juni 2011 bis zum 11. Juli 2011.
| Nr. (ges.) | Nr. (St.) | Deutscher Titel          | Originaltitel | Erstausstrahlung UK | Deutschsprachige Erstausstrahlung (D) | Zuschauer (UK) | Quoten (Deutschland) |
| ---------- | --------- | ------------------------ | ------------- | ------------------- | ------------------------------------- | -------------- | -------------------- |
| 31         | 1         | Matts Geheimnis          | Episode 5.1   | 24. Mai 2011        | 6. Juni 2011                          | 2,97 Mio.      | 1,67 Mio.            |
| 32         | 2         | Das Boot                 | Episode 5.2   | 31. Mai 2011        | 20. Juni 2011                         | 2,17 Mio.      | 1,55 Mio.            |
| 33         | 3         | In der Guten alten Zeit  | Episode 5.3   | 7. Juni 2011        | 27. Juni 2011                         | 2,20 Mio.      | 1,31 Mio.            |
| 34         | 4         | Der Prototyp             | Episode 5.4   | 14. Juni 2011       | 4. Juli 2011                          | 1,87 Mio.      | 1,56 Mio.            |
| 35         | 5         | Das Ende der Zukunft (1) | Episode 5.5   | 21. Juni 2011       | 11. Juli 2011                         | 1,97 Mio.      | 1,50 Mio.            |
| 36         | 6         | Das Ende der Zukunft (2) | Episode 5.6   | 28. Juni 2011       | 11. Juli 2011                         | 1,71 Mio.      | 1,77 Mio.            |